# Laurent Adamowicz
Pour les articles homonymes, voir Adamowicz.
Laurent Adamowicz est un homme d'affaires, entrepreneur, conférencier et auteur.
Il est membre de la « Nutrition Round Table » de l’École de santé publique de l’Université Harvard[réf. nécessaire] président depuis 2015 de l’association à but non lucratif EChO - Eradicate Childhood Obesity Foundation et président depuis 2010 de Bon'App (en), une organisation à but social luttant contre l’obésité dans le monde. 
Il a travaillé dans l’industrie alimentaire, a été banquier d’affaires, puis, de 1998 à 2004, président et actionnaire du traiteur de luxe Fauchon. Depuis 2005, il est maître de conférences, auteur et juge de compétitions universitaires, parmi lesquelles la compétition annuelle de plans d’entreprise à l’école de commerce Wharton School de l’université de Pennsylvanie (Wharton Business Plan Competition),, la compétition Top Chef du collège de l’université Harvard, et la compétition des doyens de l’École de santé publique de l’Université Harvard (Harvard T.H. Chan School of Public Health) et de l’école de droit de Harvard (Harvard Law School) en 2015 (Dean’s Food System Challenge).

## Biographie

### Formation et débuts de carrière
Laurent Adamowicz fait sa scolarité et passe son bac au lycée Chaptal. Il est diplômé de l’ESCP Europe et de la Wharton School aux États-Unis où il a reçu son MBA. Il a également obtenu un magistère d’Anthropologie socioculturelle à l’université Columbia à New York en 2009. Il a été admis comme « fellow » à l’Université Harvard en 2010 au sein du advanced leadership initiative, dont il est ensuite devenu « Senior fellow » en 2011. 
Fondateur des guides Paris Sésame et Découvrir Paris, puis consultant, il a ensuite fait carrière dans le marketing au sein du groupe agroalimentaire Beatrice Foods aux États-Unis (assistant chef de produits, associé, chef de produit, chef de groupe, puis responsable des nouveaux produits). Il est ensuite devenu banquier d'affaires, directeur et associé, respectivement de la banque Paribas puis de Rothschild & Cie Banque.
Il a également été président de Global Commerce Technology Company (GC Tech SA), une société de technologie ayant introduit le premier système autonome de micro-paiements sur l'Internet : GC Tech a licencié son système de paiement aux banques Bamerindus au Brésil et Paribas pour l’Europe et ouvert des bureaux aux États-Unis,.

### Banque d’affaires
Laurent Adamowicz poursuit sa carrière de banquier d'affaires chez Rothschild & Cie, banque dont il devient directeur et associé, puis crée sa propre banque d’affaires, Waldo SA en 1992.

### Fauchon
Laurent Adamowicz a organisé le rachat de Fauchon en janvier 1998, avec un tour de table d’actionnaires comprenant notamment Michel Deroy et Jean-François Toulouse, Matignon Investissements et Gestion, la société Intermediate Capital Group, et Barclays Capital Development France, fonds d’investissement du groupe Barclays.
Il a créé un département marketing dont les équipes ont introduit chez Fauchon la première campagne de publicité sur le thème de la mode en 1999. Il relance également la création avec plus de 700 nouveaux produits à la marque Fauchon introduits sur le marché de 1998 à 2000. Il achève le repositionnement de la marque dans son univers alimentaire de l’exceptionnel et du bon produit, notamment en la retirant de la grande distribution. Il fait rénover l’ensemble des magasins historiques de Fauchon Place de la Madeleine, en particulier en faisant ouvrir au public les caves Fauchon et en relançant le salon de thé. La nouvelle équipe marketing est à l'initiative du Site web Fauchon sur Internet. Sous sa direction, dès l’an 2000, Fauchon redevient une entreprise profitable en plein essor, avec l’ouverture de nouveaux magasins Fauchon au Japon, en Corée du Sud, à Taïwan, au Moyen-Orient, en Europe et enfin, aux États-Unis,,,,.
En janvier 2004, Laurent Adamowicz cède ses actions de contrôle du holding de tête de Fauchon et quitte le groupe.

### Bon'App
Cette section ne s'appuie pas, ou pas assez, sur des sources secondaires ou tertiaires indépendantes du sujet.

Pour l'améliorer, ajoutez-en, ou placez des modèles {{Source secondaire souhaitée}} ou {{Source secondaire nécessaire}} sur les passages mal sourcés. (mars 2022)
Laurent Adamowicz fonde Bon'App (en) en 2010, une organisation à but social luttant contre l’épidémie mondiale d’obésité, notamment grâce à une application indiquant aux utilisateurs ce qu'il y a dans leur nourriture avec un langage simple sur les calories, le sucre, le sel et le « mauvais gras » (la somme des gras saturés et trans). Bon’App a été initiée au laboratoire d’innovation de l’université Harvard (Harvard i-Lab), puis admise dans le programme Healthbox sponsorisé par la première société d’assurance de l’état du Massachusetts aux États-Unis, Blue Cross Blue Shield Massachusetts[réf. nécessaire].
En 2012, Bon’App lance un programme de recherche et une étude clinique dans les écoles publiques de Bâton Rouge en Louisiane avec l’organisme de recherche Pennington Biomedical Research Center (en) pour améliorer les conditions de nutrition des enfants dans les écoles de la région la plus touchée aux États-Unis par la crise de l’obésité. 
En 2014, Laurent Adamowicz lance un programme d’ambassadeurs Bon’App pour l’éducation alimentaire sur les campus américains. Ce programme comprend une vingtaine d’universités américaines.

### EChO - Eradicate Childhood Obesity Foundation
Laurent Adamowicz est cofondateur, en 2015, avec le docteur George L. Blackburn (en), de EChO - Eradicate Childhood Obesity Foundation (« Fondation pour l’éradication de l’obésité infantile ») une fondation à but non-lucratif basée à Cambridge, Massachusetts. Cette fondation prône l’éducation nutritionnelle universelle, de la maternelle aux écoles de médecine, ainsi qu’un nouveau système d’étiquetage alimentaire qu’elle entend tester au sein des écoles publiques de Cambridge (Massachusetts)[source secondaire nécessaire].

## Publications
- Découvrir Paris
- Discover Paris
- Paris Sésame
- Codes & Symbols of European Tools, 2014
- Adidas – Bernard Tapie – Les faits, juste les faits, 2015[18]

## Conférences
Laurent Adamowicz intervient dans des conférences publiques, notamment à la Conférence TED.